# Série (mathématiques)
Pour les articles homonymes, voir Série.

Animation qui explique pourquoi la série vaut 1.

En mathématiques, la notion de série permet de généraliser la notion de somme à une infinité de nombres. Il s'agit d'additionner des nombres, les uns après les autres, dans un ordre donné. Voici deux exemples de séries :
- 1 + 2 + 3 + 4 + ⋯: on ne peut pas a priori donner à cette somme infinie une valeur réelle (on parle de série divergente) mais elle peut être prise égale à l'infini.
- {\displaystyle {\frac {1}{2}}+{\frac {1}{4}}+{\frac {1}{8}}+{\frac {1}{16}}+{\frac {1}{32}}+\cdots } : la valeur de cette somme infinie peut être bien définie comme valant 1, comme le montre l'animation ci-contre (on parle de série convergente).

La notion de série peut être étendue à des sommes infinies dont les termes ne sont pas nécessairement des nombres, mais par exemple des vecteurs, des fonctions ou des matrices. Quand les termes de la suite sont des nombres réels ou complexes, on parle de série numérique.

Plus précisément, étant donné une suite de terme général un, étudier la série de terme général un, c'est étudier la suite obtenue en prenant la somme des {\displaystyle n+1} premiers termes de la suite (un), autrement dit la suite de terme général Sn défini par :
L'étude d'une série peut passer par la recherche d'une écriture simplifiée des sommes finies en jeu et par la recherche éventuelle d'une limite finie quand n tend vers l'infini. Quand cette limite existe, la série est dite convergente, et la limite de {\displaystyle S_{n}} quand {\displaystyle n} tend vers l'infini est alors appelée somme de la série, et notée {\displaystyle \sum _{k=0}^{+\infty }u_{k}}.
Le calcul d'une somme finie ne pouvant pas toujours être simplifié, un certain nombre de méthodes permettent de déterminer la nature (convergence ou non) d'une série sans réaliser explicitement les calculs. Toutefois, certaines règles de calcul sur les sommes finies ne sont pas nécessairement conservées par la notion de somme d'une série, comme la commutativité ou l'associativité, c'est-à-dire la possibilité de permuter les termes de la suite ou de regrouper certains d'entre eux sans modifier ni la convergence ni la somme de la série.
Les séries permettent en mathématiques d'approximer des nombres. En informatique, elles permettent d'évaluer la complexité d'algorithmes.

## Aspects historiques
La considération de véritables sommes infinies est une question étroitement liée à celle du passage à la limite. L'absence persistante des concepts satisfaisants engendra de nombreuses interrogations et spéculations, à l'exemple des paradoxes de Zénon. On trouve néanmoins déjà chez Archimède (La quadrature de la parabole) les premières sommations explicites, avec des progressions géométriques comme 1/4 + 1/16 + 1/64 + 1/256 + ⋯.
En Angleterre, au XIVe siècle, Richard Suiseth calcule la somme de la série de terme général {\displaystyle n/2^{n}} et son contemporain Nicole Oresme établit que la série harmonique (de terme général {\displaystyle 1/n}) est divergente. À la même époque, le mathématicien et astronome indien Madhava est le premier à considérer des développements de fonctions trigonométriques, sous forme de séries (séries de Taylor et séries trigonométriques). Il utilise ces concepts pour des calculs d'approximation (notamment pour estimer le nombre π) et effectue des estimations de l'erreur commise. Il introduit aussi les premiers critères de convergence. Ses travaux furent poursuivis par ses successeurs de l'école du Kerala, région du sud de l'Inde, et nous sont connus par le livre Yuktibhasa.
Au XVIIe siècle, James Gregory redécouvre plusieurs de ces résultats, notamment le développement des fonctions trigonométriques en séries de Taylor et celui de la fonction arc tangente permettant le calcul de π. En 1715, Brook Taylor, en donnant la construction générale des séries qui portent son nom, établit un lien fructueux avec le calcul différentiel. Au XVIIIe siècle également, Leonhard Euler établit de nombreuses relations remarquables portant sur des séries et introduit les séries hypergéométriques.

## Premiers exemples

Le nombre π peut être défini comme la somme de la série de terme général où est la n-ième décimale de π.

### Écriture décimale et séries
L'écriture décimale d'un nombre réel peut se voir comme une série. Par exemple :
{\displaystyle {\frac {1}{3}}=0{,}333333\ldots =0{,}3+0{,}03+0{,}003+0{,}0003+0{,}00003+0{,}000003+\cdots }
ou encore le nombre π qui s'écrit :
{\displaystyle \pi =3{,}14159\ldots =3+0{,}1+0{,}04+0{,}001+0{,}0005+0{,}00009+\cdots }

### Nombre e
Beaucoup de constantes mathématiques sont définies comme somme de série convergente. Par exemple, le nombre e est défini par la série :
{\displaystyle \mathrm {e} =1+{\frac {1}{1}}+{\frac {1}{1\times 2}}+{\frac {1}{1\times 2\times 3}}+{\frac {1}{1\times 2\times 3\times 4}}+\cdots =\sum _{n=0}^{+\infty }{\dfrac {1}{n!}}.}

### Exemple d'une série géométrique
La série {\displaystyle {\frac {1}{2}}+{\frac {1}{4}}+{\frac {1}{8}}+{\frac {1}{16}}+{\frac {1}{32}}+\cdots } est convergente et sa somme vaut 1. La figure plus haut montre une visualisation de sa convergence sur la droite réelle. On peut imaginer un segment de longueur 1, que l'on découpe en segments successifs de longueurs 1/2, 1/4, etc. Il y a toujours assez de place pour marquer le segment suivant, parce que la longueur restante est constamment égale à la longueur du segment qui vient d'être marqué. Lorsque nous avons marqué 1/2, il reste un morceau de longueur 1/2 non marqué, ainsi nous pouvons encore certainement marquer le prochain 1/4. Cet argument ne peut en aucune façon servir de démonstration que la somme de toutes les longueurs des segments est égale à 1, mais permet de deviner que cette somme va rester inférieure à 1 et donc que la suite des sommes partielles est croissante et majorée.
En fait, cette série est une série géométrique ; on démontre sa convergence en écrivant pour tout entier naturel {\displaystyle n}, sa somme partielle au rang {\displaystyle n} qui vaut :
{\displaystyle \sum _{k=0}^{n}\left({\frac {1}{2}}\right)^{k+1}={\frac {1}{2}}\times {\frac {1-(1/2)^{n+1}}{1-(1/2)}}=1-(1/2)^{n+1}}.
La suite géométrique {\displaystyle \left(\left({\frac {1}{2}}\right)^{n+1}\right)_{n\in \mathbb {N} }} de raison 1/2 est convergente et de limite nulle donc
{\displaystyle \lim _{n\rightarrow +\infty }\sum _{k=0}^{n}\left({\frac {1}{2}}\right)^{k+1}=1.}
On écrit alors {\displaystyle \sum _{k=0}^{+\infty }\left({\frac {1}{2}}\right)^{k+1}=1}. On peut aussi écrire {\displaystyle \sum _{k=1}^{+\infty }\left({\frac {1}{2}}\right)^{k}=1}.

## Définitions

### Discussion autour de la définition de l'objet «série»
La présentation des séries peut différer suivant les ouvrages. Pour certains auteurs une série est une suite (infinie) dont on se propose d'additionner les termes,. D'autres ne donnent pas de définition mais se contentent, d'introduire le « langage des séries », de définir ce que signifie étudier une série. Mais tous s'entendent sur le fait que :
- une série de terme général un est définie par la donnée d'une suite {\displaystyle (u_{n})_{n\in \mathbb {N} }} ;
- la suite des sommes partielles de la série de terme général un est la suite {\displaystyle \left(S_{n}\right)_{n\in \mathbb {N} }} des sommes des n + 1 premiers termes de la suite {\displaystyle (u_{n})_{n\in \mathbb {N} }}, définie par {\displaystyle S_{n}=\sum _{k=0}^{n}u_{k}=u_{0}+u_{1}+\dots +u_{n}}[10] ;
- la série de terme général un est dite convergente quand la suite {\displaystyle \left(S_{n}\right)_{n\in \mathbb {N} }} des sommes partielles est convergente, divergente quand celle-ci est divergente.

D'autres identifient la série de terme général un à la suite {\displaystyle \left(S_{n}\right)_{n\in \mathbb {N} }} de ses sommes partielles, mais en précisant immédiatement le vocabulaire qui reste identique : en particulier les termes de la série sont les un. Bourbaki, tout en conservant ce vocabulaire, définit la série de terme général un comme le couple constitué par la suite (un) et la suite (Sn) de ses sommes partielles, suivi par certains manuels d'enseignement.
Jean-Pierre Kahane critique cette dernière définition qu'il juge « mauvaise » car le second terme du couple se déduit du premier, mais surtout car elle semble réduire les questions sur les séries à celle de la convergence et de la divergence, et néglige les cas où, par exemple, il n'y a pas de notion évidente de somme partielle. Il préfère ne pas donner de définition mathématique des séries, celles-ci pouvant donner « matière à plusieurs définitions mathématiques ».
La suite des sommes partielles s'obtient par le procédé itératif suivant :
- {\displaystyle S_{0}=u_{0}}
- {\displaystyle S_{n}=S_{n-1}+u_{n}} pour tout entier {\displaystyle n\geqslant 1}

Inversement, Il est possible de retrouver le terme général {\displaystyle u_{n}} d'une série à partir de ses sommes partielles {\displaystyle S_{n}} par les formules
{\displaystyle u_{0}=S_{0}\qquad \forall n\in \mathbb {N} ^{*}\quad u_{n}=S_{n}-S_{n-1}.}
On note souvent la série de terme général {\displaystyle u_{n}} : {\displaystyle \textstyle \sum u_{n}},.
Les séries numériques sont les séries dont les termes {\displaystyle u_{n}} sont des nombres réels ou des nombres complexes. Il existe également des séries vectorielles, dont les termes sont des vecteurs d'un certain espace vectoriel. On peut ainsi étudier par exemple des séries de matrices ou des séries de fonctions.

### Lien entre suite et série
Étudier une série revient à étudier la suite de ses sommes partielles. Inversement, la formule de télescopage {\displaystyle u_{n}=u_{0}+\sum _{k=0}^{n-1}\left(u_{k+1}-u_{k}\right)=u_{0}+\sum _{k=1}^{n}\left(u_{k}-u_{k-1}\right)}
montre qu'étudier la suite de terme général {\displaystyle u_{n}} revient à étudier la série de terme général {\displaystyle u_{n+1}-u_{n}} (ou {\displaystyle u_{n}-u_{n-1}}). Il peut être plus intéressant, selon les cas, d'utiliser le langage des suites ou celui des séries.

### Convergence et divergence
Par définition, la série numérique {\displaystyle \textstyle \sum u_{n}} est convergente si la suite {\displaystyle (S_{n})_{n\in \mathbb {N} }} des sommes partielles est convergente ; sa limite {\displaystyle S} est alors appelée somme de la série, elle est notée {\displaystyle \sum _{k=0}^{+\infty }u_{k}}, et son calcul est la sommation[Quoi ?] de la série. [réf. nécessaire] Dans le cas contraire, la série est dite divergente.
Deux séries sont dites de même nature si elles sont toutes deux convergentes ou toutes deux divergentes.
Le fait qu'une série puisse être convergente résout beaucoup de problèmes, comme certains des paradoxes de Zénon. En revanche, il est rare qu'on sache calculer de façon explicite la somme d'une série. Hormis quelques calculs classiques, la théorie des séries a pour objectif de déterminer la nature d'une série sans calcul de la suite des sommes partielles, et éventuellement de procéder à un calcul approché de la somme.
Si la série converge, alors son terme général tend vers zéro. Autrement dit, si la série {\displaystyle \textstyle \sum u_{n}} est convergente, alors la suite {\displaystyle (u_{n})_{n\in \mathbb {N} }} converge vers 0. En effet, si l'on suppose que la série converge et a pour somme S, alors on a {\displaystyle u_{n}=S_{n}-S_{n-1}\longrightarrow _{n\to +\infty }S-S=0}. La réciproque est fausse ; la série harmonique en est un contre-exemple : elle diverge alors que son terme général tend vers zéro. Si une série ne respecte pas cette condition, on dit qu'elle diverge grossièrement. Lorsque le terme général d'une série ne tend pas vers 0, celle-ci est dite trivialement ou grossièrement divergente. Exemples : {\displaystyle \textstyle \sum (-1)^{n}} est une série grossièrement divergente ; en revanche, pour {\displaystyle \textstyle \sum {\frac {\ln n}{n}}}, bien que le terme général tende vers zéro, la série associée est divergente.

### Convergence absolue et semi-convergence
On parle de série absolument convergente lorsque la série de terme général |un| est elle-même convergente (|x| signifiant ici « valeur absolue de {\displaystyle x} » si {\displaystyle x} est un nombre réel, « module de {\displaystyle x} » si {\displaystyle x} est un nombre complexe, norme s'il s'agit d'un élément d'un espace vectoriel normé). Si la série est convergente sans être absolument convergente, alors on parle de série semi-convergente.

### Reste d'une série convergente
Si la série {\displaystyle \textstyle \sum u_{n}} est convergente, alors pour tout entier naturel {\displaystyle n}, la somme {\displaystyle R_{n}=\sum _{k=n+1}^{\infty }u_{k}} existe, et {\displaystyle \lim _{n\rightarrow +\infty }R_{n}=0}. La quantité Rn est la somme des termes de la série à partir du terme d'indice {\displaystyle n+1}. La quantité Rn s'appelle le reste d'ordre {\displaystyle n} de la série {\displaystyle \textstyle \sum u_{n}}. Pour une série convergente, et pour tout naturel {\displaystyle n}, la somme {\displaystyle S} de la série (i.e. la somme de tous les termes) est égale à la somme partielle {\displaystyle S_{n}} des {\displaystyle n+1} premiers termes et le reste d'ordre {\displaystyle n} :
{\displaystyle S=S_{n}+R_{n}.}
Ainsi, si l'on sait borner le reste Rn, le calcul de la somme partielle {\displaystyle S_{n}} donne une valeur approchée de la somme totale {\displaystyle S}, avec une incertitude connue.

## Étude de la nature des séries numériques

### Calculs explicites
Il est rare de pouvoir calculer explicitement tous les termes de la suite des sommes partielles.
- Les séries géométriques sont celles dont chaque terme est obtenu en multipliant le terme précédent par un nombre constant (appelé raison). La série de terme général {\displaystyle z^{n}} est convergente si et seulement si le nombre (réel ou complexe) {\displaystyle z} vérifie : {\displaystyle |z|<1}. 
Exemples : {\displaystyle \textstyle \sum \left({\frac {1}{3}}\right)^{n}} et {\displaystyle \textstyle \sum {\frac {1}{(1+\mathrm {i} )^{n}}}} sont toutes deux des séries convergentes. {\displaystyle \textstyle \sum 2^{n}} est divergente.
- certaines séries peuvent être mises sous la forme

{\displaystyle \textstyle \sum \left(b_{n+1}-b_{n}\right)} où la suite (bn) a elle-même une expression simple. Les sommes partielles de la série, appelée alors parfois dans ce contexte série télescopique, se simplifient en (bn – b0). L'étude de la série se ramène donc à celle de la suite (bn), dont la limite, si elle existe et est finie, permet de calculer la somme de la série.

### Principes d'étude
Il existe un grand nombre de règles pour les séries à termes positifs. Elles sont toutes basées sur le principe de comparaison : si, pour tout entier {\displaystyle n}, on a {\displaystyle 0\leqslant u_{n}\leqslant v_{n}}, alors
- si la série {\displaystyle \textstyle \sum v_{n}} converge, la série {\displaystyle \textstyle \sum u_{n}} converge aussi ;
- si la série {\displaystyle \textstyle \sum u_{n}} diverge, la série {\displaystyle \textstyle \sum v_{n}} diverge aussi.

Cela reste vrai si l'on a les inégalités précédentes non plus pour tout entier {\displaystyle n}, mais pour tout entier {\displaystyle n} « assez grand » (c'est-à-dire à partir d'un certain rang), et conduit
au résultat suivant :
- si les suites {\displaystyle (u_{n})} et {\displaystyle (v_{n})} vérifient {\displaystyle \lim _{n\rightarrow \infty }{\frac {u_{n}}{v_{n}}}=1}, alors les séries {\displaystyle \textstyle \sum u_{n}} et {\displaystyle \textstyle \sum v_{n}} sont de même nature (simultanément convergentes ou divergentes).

Pour ces séries à termes positifs, il convient donc de déterminer la nature de certaines séries de références (telles que les séries géométriques ou les séries de Riemann), puis de comparer à ces séries.
L'étude des séries à termes réels ou complexes, sans hypothèse particulière, peut poser plus de problèmes. Une condition suffisante a une grande importance : si la série des valeurs absolues (série à termes réels) ou des modules (séries à termes complexes) {\displaystyle \textstyle \sum \left|a_{n}\right|} converge, alors la série {\displaystyle \textstyle \sum a_{n}} converge également. Elle est alors dite absolument convergente.
Il existe des séries convergentes sans être absolument convergentes, comme la série harmonique alternée {\displaystyle \textstyle \sum {\frac {(-1)^{n}}{n}}}. Les méthodes d'étude pour ce type de série, plus techniques, (critère de convergence des séries alternées, théorème d'Abel, …) sont présentées dans l'article détaillé Série convergente.

### Exemples de référence
- La série harmonique est la série : {\displaystyle \left(\textstyle \sum {\frac {1}{n}}\right)_{n\geqslant 1}}. Cette série est divergente. On montre même que quand {\displaystyle n\to +\infty }, {\displaystyle \sum _{k=1}^{n}{\frac {1}{k}}=\ln n+\gamma +o(1)} où {\displaystyle \gamma } est la constante d'Euler.
- La série des inverses des factorielles est la série : {\displaystyle \left(\textstyle \sum {\frac {1}{n!}}\right)_{n\geqslant 0}}. Cette série a pour somme le nombre e (voir infra).
- Les séries de la forme : 
{\displaystyle \left(\textstyle \sum {\frac {1}{n^{\alpha }}}\right)_{n\geqslant 1}} où {\displaystyle \alpha } est un réel quelconque,
 sont convergentes si et seulement si {\displaystyle \alpha >1}. Des séries de ce type sont des séries de Riemann. Elles sont également définies pour {\displaystyle \alpha } complexe et convergentes si et seulement si {\displaystyle \Re e\ (\alpha )>1}. La fonction zêta de Riemann est la fonction qui, au complexe {\displaystyle \alpha }, associe la somme de cette série.
- Les séries de la forme : 
{\displaystyle \left(\textstyle \sum {\frac {1}{n^{\alpha }\ln ^{\beta }n}}\right)_{n\geqslant 2}}, avec {\displaystyle \alpha ,\beta \in \mathbb {R} },
 sont convergentes si et seulement si ({\displaystyle \alpha >1}) ou ({\displaystyle \alpha =1} et {\displaystyle \beta >1}). Ces séries sont les séries de Bertrand.

### Contre-exemple de référence
Attention : les critères de convergence concernant les séries à termes positifs peuvent ne pas s'appliquer dans le cas général.
Un exemple typique est celui de la série de terme général {\displaystyle {\frac {(-1)^{n}}{\sqrt {n}}}} .
Elle est convergente, car c'est une série alternée dont le terme général tend vers zéro en décroissant en valeur absolue (voir critère de convergence des séries alternées), mais pas
absolument convergente : la série des valeurs absolues est une série de Riemann divergente.
Par contre, la série de terme général {\displaystyle {\frac {(-1)^{n}}{{\sqrt {n}}+(-1)^{n+1}}}} est divergente. Cet exemple illustre deux phénomènes :
1. si la valeur absolue du terme général d'une série alternée n'est pas décroissante, il peut y avoir divergence.
2. deux séries à termes positifs dont les termes généraux sont équivalents sont de même nature, mais cela est faux pour des séries à termes quelconques : {\displaystyle {\frac {(-1)^{n}}{\sqrt {n}}}} et {\displaystyle {\frac {(-1)^{n}}{{\sqrt {n}}+(-1)^{n+1}}}} sont équivalents quand {\displaystyle n} tend vers l'infini.

## Séries et intégrales
Le critère de comparaison entre série et intégrale est très utile, c'est lui qui permet de déterminer notamment la convergence ou la divergence des séries de Riemann et de Bertrand.

Soit {\displaystyle f:[1,+\infty [\to \mathbb {R} } une fonction décroissante et positive. Alors la série {\displaystyle \sum _{n=1}^{\infty }f(n)} et l'intégrale {\displaystyle \int _{1}^{\infty }f(t)\,\mathrm {d} t} sont simultanément convergentes ou divergentes.

## Séries à valeurs vectorielles
Si {\displaystyle E} est un espace vectoriel normé, une série dont les termes sont à valeurs dans {\displaystyle E} est dite convergente lorsque la suite des sommes partielles converge pour la norme choisie. Si {\displaystyle E} est de dimension finie, tous les choix de normes donneront la même notion de convergence.
Dans le cas des espaces de Banach, beaucoup de critères de convergence peuvent être énoncés, puisqu'il suffit de prouver la convergence absolue de la série pour montrer qu'elle converge (on parle dans ce cas de convergence normale). Cela permet fréquemment de conclure avec les outils d'étude des séries à termes positifs.
Plus généralement, la notion de série peut être définie dans tout groupe abélien topologique.

## Séries de fonctions
Une série de fonction est une série dont le terme général appartient à un espace vectoriel de fonctions. Ainsi la fonction exponentielle est somme d'une série de fonctions puissances puisque
{\displaystyle \forall z\in \mathbb {C} \qquad \mathrm {e} ^{z}=\sum _{n=0}^{+\infty }{\frac {z^{n}}{n!}}}.
Il existe de nombreuses façons non équivalentes de définir la convergence d'une telle série, comme dans le cas des suites de fonctions. Les plus classiques sont sans doute la convergence simple et la convergence uniforme. Un grand nombre de théorèmes existent détaillant, en fonction du type de convergence, s'il est possible d'effectuer des calculs tels que dérivation ou intégration de la fonction somme d'une série.

### Séries trigonométriques et séries de Fourier

Le signal en dents de scie vu comme une somme infinie de fonctions sinusoïdales.

Les séries trigonométriques sont obtenues en sommant des fonctions sinusoïdales de fréquence n f où f est une fréquence de référence donnée. Une question fondamentale en analyse harmonique est la possibilité de faire apparaître une fonction périodique donnée comme somme d'une série trigonométrique : sa série de Fourier.

### Séries entières
La plupart des fonctions usuelles en mathématiques peuvent être représentées localement par une série de Taylor. Ce sont des séries dont le terme général s'écrit avec une puissance d'une variable ; elles sont appelées séries entières. Mais seulement dans certains cas.
Exemples
- {\displaystyle \sum _{n=0}^{+\infty }z^{n}={\frac {1}{1-z}}}.
Cette série est convergente si et seulement si le nombre (réel ou complexe) z vérifie : |z| < 1.
- {\displaystyle \sum _{n=0}^{+\infty }{\frac {z^{n}}{n!}}=\mathrm {e} ^{z}}.
Cette série est convergente pour tout nombre réel ou complexe z.

Historiquement, des mathématiciens comme Leonhard Euler travaillaient librement avec les séries, même si celles-ci n'étaient pas convergentes.
Lorsque les bases du calcul ont été solidement posées au XIXe siècle, des démonstrations rigoureuses de la convergence des séries ont été exigées.
Cependant, les calculs formels avec des séries (pas forcément convergentes) sont à l'origine des séries formelles dans les anneaux, en algèbre générale, mais aussi en algèbre combinatoire pour décrire et étudier certaines suites grâce à leurs fonctions génératrices.

## Notion de somme infinie
Les séries ne sont que l'exemple le plus simple de formalisation de la notion de somme infinie. Il existe d'autres définitions, plus exigeantes ou au contraire plus souples.

### Les séries ne sont pas vraiment des sommes
Il y a dans la définition des sommes de séries convergentes un calcul de somme finie, suivi d'un passage à la limite. Cette deuxième étape de passage à la limite fait que l'expression « somme infinie » n'est pas correcte pour qualifier les séries. Une telle « somme » n'est en effet ni commutative ni associative. Il n'est pas non plus possible, en général, de dériver une telle somme terme à terme par rapport à un paramètre.
Par exemple, la série de terme général {\displaystyle {\frac {\sin n\theta }{n}}} est (semi)-convergente, ce qui peut se déduire de la relation {\displaystyle \ln(1-z)=-\sum _{n=0}^{\infty }{\frac {z^{n}}{n}}} avec {\displaystyle z=e^{i\theta }}, mais en dérivant terme à terme par rapport à {\displaystyle \theta }, on obtient le terme général {\displaystyle \cos n\theta } qui ne tend même pas vers 0.
Les familles sommables ont des propriétés qui leur donnent beaucoup plus de titres à être qualifiées de « sommes infinies »[Selon qui ?][réf. nécessaire]. Alors que, dans le cas des séries, on ajoute les termes dans l'ordre de succession des indices u0,u1, … puis un[Quoi ?], la notion de famille sommable demande d'obtenir un même résultat quel que soit l'ordre dans lequel on effectue les sommations. On parle de convergence inconditionnelle. Ainsi, pour les familles sommables, la propriété de commutativité est vraie par définition même. 

### Procédés de sommation des séries divergentes
Les procédés de sommation sont des types de convergence plus faibles permettant de définir la somme de certaines séries divergentes. Par exemple, le procédé de sommation de Cesàro donne pour résultat 1/2 lorsqu'on somme la série de Grandi
{\displaystyle 1-1+1-1+\cdots \,}
Il est défini en calculant successivement les moyennes des n premiers termes de la suite des sommes partielles et en passant à la limite.
Les autres procédés de sommation les plus classiques sont la sommation d'Abel et la sommation de Borel.

## Applications

### Théorie des probabilités
La notion de série intervient directement dans la définition d'une mesure de probabilités puisque étant donné une collection dénombrable {\displaystyle (A_{n})_{n\in \mathbb {N} }} d'événements disjoints deux à deux, on a :
{\displaystyle P\left(\bigcup _{n=1}^{\infty }A_{n}\right)=\sum _{n=1}^{\infty }P(A_{n})}.
La convergence de la série {\displaystyle \sum _{n=1}^{\infty }P(A_{n})} intervient dans le théorème de Borel-Cantelli et dans la loi du zéro-un de Borel.